# كليفورد ماي
كليفورد ماي (بالإنجليزية: Clifford May)‏ هو صحفي أمريكي، ولد في 1951.

## وصلات خارجية
- الموقع الرسمي
- كليفورد ماي على موقع إن إن دي بي (الإنجليزية)